# Wuxi
Wuxi (无锡) és una antiga ciutat industrial, actualment ciutat-prefectura de la província de Jiangsu, a la República Popular de la Xina. La ciutat està localitzada a la vora del llac Taihu, a uns 130 km al nord-oest de la ciutat de Xangai.
Segons el cens del 2024, la ciutat-prefectura tenia una població total de 7.495.000 habitants, dels quals 5.209.500 viuen a la ciutat pròpiament dita. La prefectura té una superfície de 4.650 km², i la ciutat 1.622 km². El dialecte local de la ciutat és el wuxi.
La planificació de Wuxi és la típica de les antigues ciutats xineses, amb una ciutat central a la que s'afegeix una sèrie de barris en una planificació circular. Aquests barris estan creuats per antics canals que s'utilitzaven per al transport de mercaderies, essent el canal principal el que acumula més trànsit.
El clima en la ciutat és extrem, amb estius molt càlids i hiverns gèlids. La temperatura mitjana anual és de 18 °C. Degut a la seva proximitat al mar de la Xina, té una estació monzònica i la mitjana de precipitació anual és de 1.000mm.
Wuxi fou en origen una ciutat minera amb petits dipòsits de minerals que ràpidament van quedar esgotats. Posteriorment es convertí en un centre cultural.
La ciutat té diversos escenaris naturals. Destaca el llac Taihu, el tercer en mida de tot el país. La ciutat està també creuada pel Gran Canal de la Xina. Per Wuxi hi passen dos canals: un és l'original mentre que l'altre es construí el 1949.

## Economia

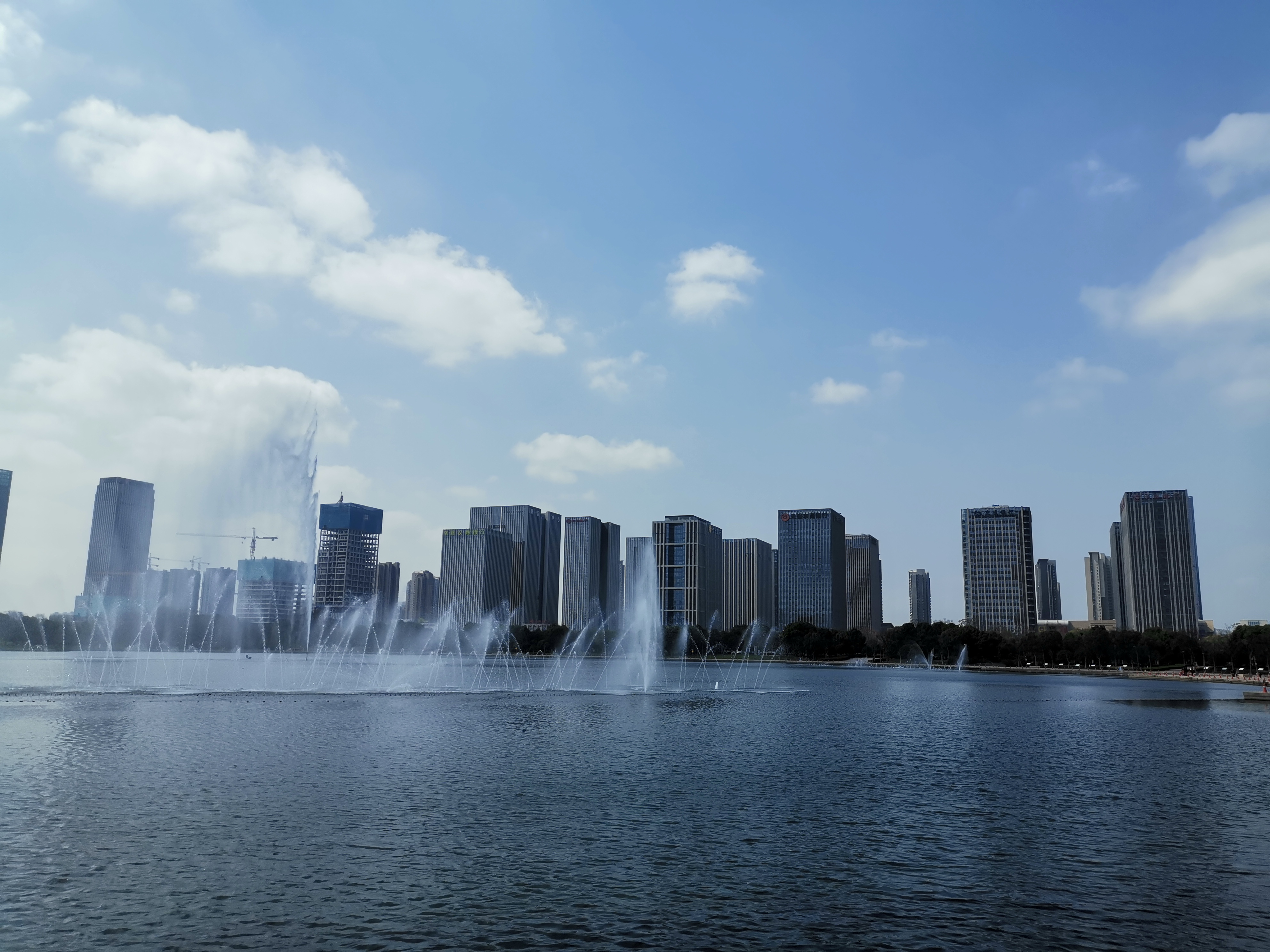
Ciutat nova de Wuxi Taihu

Wuxi compta amb dos grans parcs industrials, centrats en la nova indústria. La indústria es centra en la producció tèxtil. A Wuxi s'han definit tres zones: una zona d'alta tecnologia, una zona d'indústria bàsica i una zona d'industria ambiental. Aquestes són també les puntes de llança definides per al desenvolupament econòmic.
Segons dades de 2002 del govern local, el 24% de l'activitat econòmica està relacionada amb el tèxtil, el 25% és la producció industrial i un altre 8% és la indústria lleugera. El 2003, Wuxi va tenir un creixement del 15% en les activitats econòmiques. El major inversor estranger a Wuxi és General Electric dels Estats Units. El major inversor europeu és Siemens AG.

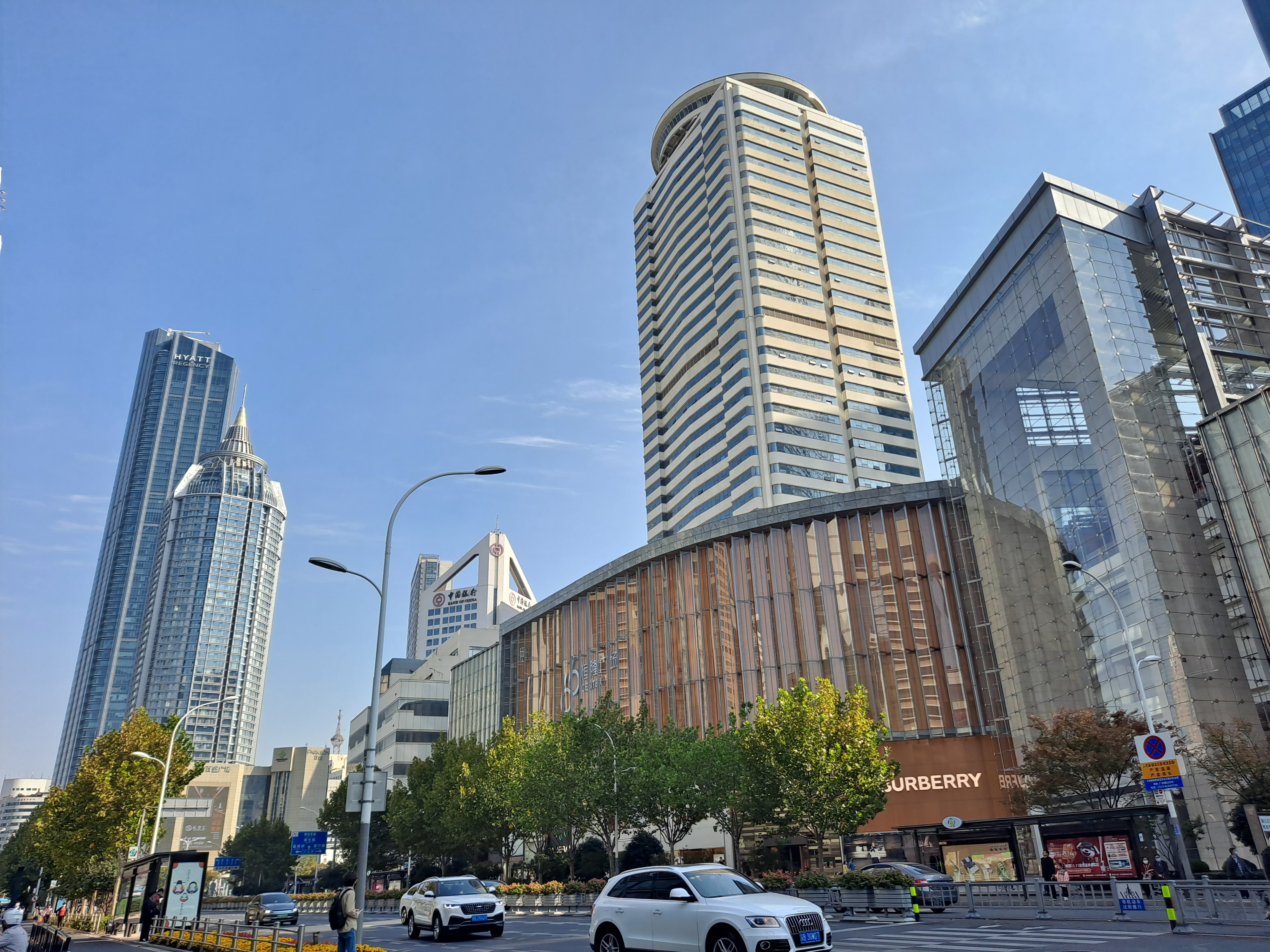
Centre de Wuxi

El 2024, el PIB de la ciutat de Wuxi va arribar als 1.626.329 milions de iuans, un augment interanual del 5,8% a preus constants, superior a la mitjana nacional (5,0%). Entre ells, el valor afegit de la indústria primària va ser de 14.045 milions de iuans, un augment interanual del 3,5%, el valor afegit de la indústria secundària va ser de 771.602 milions de iuans, un augment interanual del 6,2%. el valor afegit de la indústria terciària va ser de 840.682 milions de iuans, un augment interanual del 5,4%, els ingressos fiscals van ser de 121.01 milions de iuans, ocupant el tercer lloc de la província, amb un PIB per càpita de 216.900 iuans, el tercer lloc al país després; Pequín i Xangai.

## Fills il·lustres
- Qian Zhongshu (1910 - 1998) traductor, escriptor i intel·lectual xinès.